# Malmö barnsjukhus
Malmö barnsjukhus var ett sjukhus som drevs i regi av Föreningen för barnavård i Malmö. Föreningen bildades den 26 oktober 1881 och den 21 december samma år öppnade barnsjukhuset. Till en början hyrde barnsjukhuset lokaler i Östra Förstaden (nr VIII av kv 30 Skalperup). 1887 invigdes barnsjukhusets nya lokaler då föreningen erbjudits att flytta till Rönneholmsvägen i Malmö. Föreningen upplöstes och uppgifterna övertogs av Malmö Stad den 1 oktober 1949. Arkivhandlingarna (1881–1950) och en fotosamling tillhörande Malmö barnsjukhus förvaras på Malmö stadsarkiv.